# Evert Bulder
Evert Jan Bulder, född 24 december 1894 i Groningen, död 21 april 1973 i Heerenveen, var en nederländsk fotbollsspelare.
Bulder blev olympisk bronsmedaljör i fotboll vid sommarspelen 1920 i Antwerpen.